# Гарин, Юрий Николаевич
Ю́рий Никола́евич Га́рин (12 мая 1955, Самарканд, Узбекская ССР) — советский и российский детский хоккейный тренер. С 1982 года и по настоящее время руководит детско-юношеским спортивным клубом «Харламовец» города Гусь-Хрустальный. Присвоено почетное звание Заслуженного учителя Российской Федерации и звание Ветеран труда. Детские хоккейные команды под руководством Юрия Николаевича становились многократными обладателями приза соревнований «Золотая шайба» и принимали участия в матчах международного уровня с командой из города Риихимяки Финляндия. Организовал «Группу здоровья» и провёл первый чемпионат по хоккею с шайбой среди любительских команд района за последние 10 лет.

## Биография
Родился в семье военнослужащего в Самарканде Узбекской ССР.
В 5 лет, после комиссования отца из армии, семья переехала жить в город Гусь-Хрустальный. Поступил учиться в среднюю образовательную школу № 12. С первого класса играл в футбол и хоккей, выступал в качестве нападающего за детскую хоккейную команду «Маяк», участвующую в ежегодном соревновании «Золотая шайба». Позднее принимал участие в ежегодных соревнованиях «Кожаный мяч». После школы был призван в ряды Советской Армии. После демобилизации из армии в 1975 году вернулся в город Гусь-Хрустальный. Начало трудовой деятельности — «Завод Кварцевого стекла», позднее работал на заводе «Стекловолокно». Играл в городских хоккейных командах «Кварц» от «Завода Кварцевого стекла», командах «Труд», «Химик», «Спартак» от завода «Стекловолокно». В 1975 году город Гусь-Хрустальный посетили легендарные советские хоккеисты Валерий Харламов, Владимир Петров и Борис Михайлов, и после встречи с ними было решено организовать детский хоккейный клуб в честь Валерия Харламова и достойно нести честь его имени.
В 1977 году женился, имеет двоих детей.
С 1982 года возглавил детско-юношеский спортивный клуб «Харламовец» и руководит им до сих пор. За время существования клуба получил множество дипломов и почётных грамот за развитие спорта в городе Гусь-Хрустальный и Владимирской области от различных городских, областных и федеральных комитетов по развитию спорта и молодёжной политики.

## Достижения

### Хоккеист
Участие в ежегодных городских и областных соревнованиях первой и второй групп по хоккею с шайбой за различные команды города. Неоднократное участие в финале областных соревнований и одновременная тренерская работа детских команд на общественных началах.

### Тренер
Воспитанники в настоящее время играют за городские и областные команды на детских и юношеских соревнованиях разного типа. Среди воспитанников так же есть те, которые продолжили тренерскую работу с детьми разных возрастных групп:
- младшая (5 — 8 лет);
- средняя (8 — 10 лет);
- старшая (10 — 12 лет)

Многих из ребят ещё в раннем возрасте присматривают юношеские клубы и приглашают на собеседование с последующим предложением выступать за их клубы. Среди воспитанников клуба «Харламовец»:
- Артур Топорков — нападающий, выступающий за хоккейный клуб «Владимир», единственный игрок в составе команды из Владимирской области;
- Бовыкин Алексей — детский тренер по хоккею с шайбой города Гусь-Хрустальный;
- юноши, выступающие за городские и областные сборные по хоккею с шайбой;
- юноши, играющие в Рязанских детских хоккейных клубах.

### Директор клуба
На должности директора организовал работу клуба, досуг для детей и взрослых не только района, где находится клуб, но и для всего города. В 1990-е годы, когда прекратилось финансовое и материальное поддержание клуба со стороны городских предприятий не только сумел сохранить работу клуба, но и организовать участие детских команд на местных, областных и международных соревнованиях. В настоящее время продолжает развивать и поддерживать детско-юношеский спортивный клуб «Харламовец» в рабочем состоянии, при неоднократных попытках закрыть клуб со стороны властей города и отсутствии финансирования.